# Eleição presidencial nos Estados Unidos em 1920
A eleição presidencial dos Estados Unidos de 1920 foi a trigésima-quarta eleição presidencial do país. Foi realizada em 2 de Novembro de 1920. Foi dominado pelos efeitos da Primeira Guerra Mundial e uma resposta hostil a certas políticas públicas de Woodrow Wilson, o presidente democrata. O boom econômico durante a guerra havia desmoronado. Os políticos estavam discutindo sobre tratados de paz e a questão da entrada dos Estados Unidos na Liga das Nações. No exterior, houve guerras e revoluções. Em casa, 1919 foi marcado por grandes greves nas indústrias de frigoríficos e aço, e revoltas em larga escala corridas em Chicago e outras cidades. Ataques terroristas em Wall Street produziram temores de radicais e terroristas. As comunidades católicas irlandesas e alemã ficaram indignados com a política externa de Wilson, e sua posição política foi criticamente enfraquecida depois que ele sofreu um grave acidente vascular cerebral em 1919, que o deixou incapaz de falar em seu próprio nome.
O ex-presidente Theodore Roosevelt havia sido o favorito para a nomeação republicana, mas sua saúde entrou em colapso em 1918. Ele morreu em janeiro de 1919, não deixando nenhum herdeiro óbvio para o seu legado progressivo. Os dois maiores partidos se viraram para Ohio. Os democratas indicaram o editor de jornal e Governador James M. Cox; por sua vez, os republicanos escolheram o senador Warren G. Harding, um outro editor de jornal de Ohio. Para ajudar a sua campanha, Cox optou pelo futuro presidente Franklin D. Roosevelt (um primo distante de Theodore) como seu companheiro de chapa. Harding praticamente ignorou Cox e essencialmente fez campanha contra Wilson, chamando para um retorno à "normalidade".

## Processo eleitoral
A partir de 1832, os candidatos para presidente e vice começaram a ser escolhidos através das Convenções. Os delegados partidários, escolhidos por cada estado para representá-los, escolhem quem será lançado candidato pelo partido. Os eleitores gerais elegem outros "eleitores" que formam o Colégio Eleitoral. A quantidade de "eleitores" por estado varia de acordo com a quantidade populacional do estado. Em quase todos os estados, o vencedor do voto popular leva todos os votos do Colégio Eleitoral.

## Convenções

### Convenção Nacional doPartido Socialista da Américade 1920
A Convenção Nacional do Partido Socialista (Socialist Party of America) foi realizada entre 8 e 14 de maio em Nova Iorque. Eugene V. Debs foi nomeado candidato a presidente por unanimidade com 132 votos. Ele havia sido candidato nas eleições presidenciais de 1904, 1908, 1912, e agora, seria última eleição presidencial do qual participaria. Seymour Stedman foi indicado para vice.

### Convenção Nacional doPartido Republicanode 1920
A Convenção Nacional Republicana (Republican Party) foi realizada entre 8 e 12 de junho em Chicago. A corrida estava aberta, e logo a convenção ficou em impasse entre o major-general Leonard Wood e o governador Frank Orren Lowden de Illinois. Outros candidatos colocados na nomeação eram os senadores Warren G. Harding, Hiram Johnson, e Miles Poindexter, o governador Calvin Coolidge de Massachusetts, Herbert Hoover, e Nicholas Murray Butler, o presidente da Universidade Columbia. O senador Robert M. La Follette de Wisconsin não foi formalmente colocado na nomeação, mas recebeu os votos de sua bancada estadual, no entanto. Harding foi nomeado para presidente na décima votação, depois de alguns delegados mudarem seus votos. Warren G. Harding foi nomeado com 962.2 votos, contra 156 de Leonard Wood, a 80.8 de Hiram Johnson e a 58 de outros. Calvin Coolidge foi indicado a vice por 674.5 votos, contra 146.5 votos de Irvine Lenroot e a 163 de outros.

### Convenção Nacional doPartido Democratade 1920

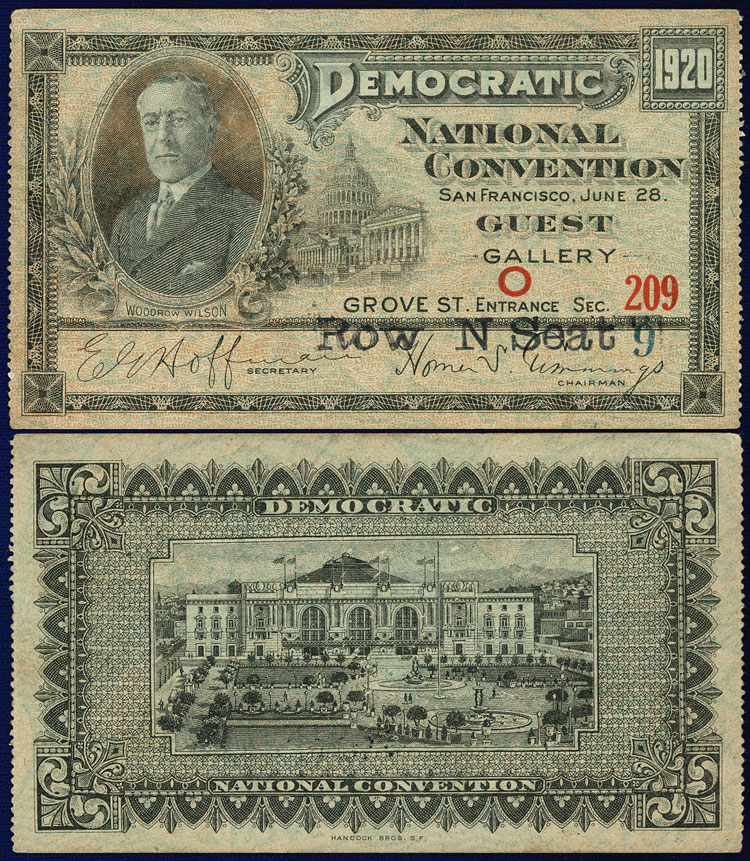
Passe de convidado para a Convenção Democrata.

Embora William Gibbs McAdoo (genro de Wilson e ex-secretário do Tesouro) foi o candidato mais forte, Wilson bloqueou sua nomeação, na esperança de um impasse na convenção exigiria de que Wilson concorresse a um terceiro mandato. Os democratas, reunidos em San Francisco entre 28 de junho e 06 de julho, nomearam um editor de jornal de Ohio, o governador James M. Cox, como seu candidato presidencial, e Subsecretário da Marinha, Franklin D. Roosevelt, um primo em quinto grau do falecido presidente Theodore Roosevelt, a vice-presidente. Os favoritos para a nomeação eram McAdoo e o procurador-geral Alexander Mitchell Palmer. Outros foram colocados na nomeação sendo o governador Al Smith de Nova Iorque, o embaixador John W. Davis do Reino Unido, e o governador Edward I. Edward de Nova Jersey, e o senador Robert Latham Owen de Oklahoma.

### Outras convenções de 1920
| Outras convenções nacionais de 1920 | Outras convenções nacionais de 1920                    | Outras convenções nacionais de 1920 |
| Local e data                        | Partido                                                | Candidato presidencial              |
| ----------------------------------- | ------------------------------------------------------ | ----------------------------------- |
| Texas em 21 de abril                | Partido Americano (American party)                     | James Edward Ferguson               |
| Nova Iorque entre 5 e 10 de maio    | Partido Trabalhista Socialista (Socialist Labor Party) | William Wesley Cox                  |
| Chicago entre 10 e 13 de julho      | Partido Single Tax (Single Tax Party)                  | Robert Colvin Macauley Jr.          |
| Chicago entre 13 e 15 de julho      | Partido Trabalho Agricultor (Farmer Labor Party)       | Parley Parker Christensen           |
| Lincoln entre 21 e 22 de julho      | Partido da Proibição (Prohibition Party)               | Aaron S. Watkins                    |

## Campanha

Cartaz do ticket democrata com James M. Cox (esquerda) e Franklin D. Roosevelt (direita).

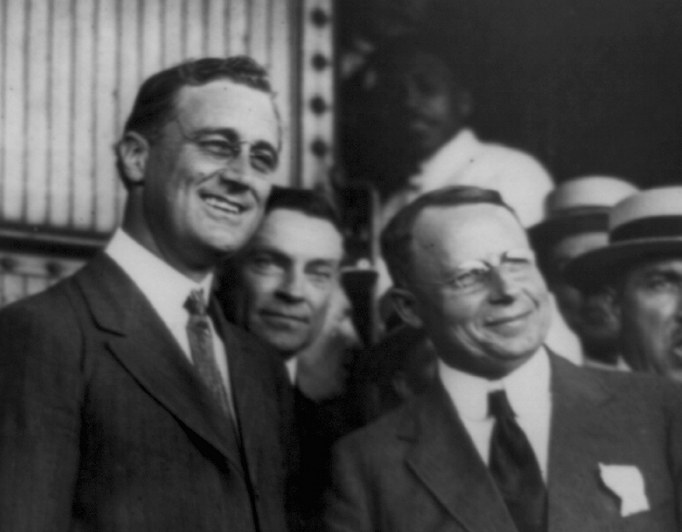
Franklin D. Roosevelt e James M. Cox em campanha em Washington DC.

James M. Cox fez uma campanha que o levou a comícios, discursos nas estações de trem, e os endereços formal. Warren G. Harding fez a "Campanha de Varanda de Frente" semelhante ao de William McKinley em 1896. Ele levou milhares de eleitores a Marion, Ohio, onde Harding falou de sua casa. Will Hays, gerente de campanha republicana gastou cerca de 8,1 milhões dólares, quase quatro vezes o dinheiro gasto por Cox. Hays usou publicidade nacional de uma forma maior. O tema do próprio slogan de Harding era "America First" (Primeiro América). Assim, a propaganda republicana na revista Collier para 30 de outubro de 1920 exigiu: "Vamos fazer com oscilação." A imagem apresentada nos anúncios foi nacionalista, usando frases como "o controle absoluto dos Estados Unidos pelos Estados Unidos", "A independência significa independência, agora, como em 1776", "Este país continuará a ser americano. Seu próximo Presidente continuará a ser no nosso próprio país", e "Decidimos há muito tempo que opôs a governos estrangeiros do nosso povo." Na noite da eleição, 02 de novembro de 1920, a cobertura da transmissão de rádio dos resultados da eleição aconteceram pela primeira vez. 
A maioria dos votos de Harding veio de todas as direções, exceto no sul. Os eleitores irlandeses-americanos e alemães-americanos que tinham apoiado Wilson e paz em 1916 agora votaram contra Wilson. "Um voto para Harding", disse a imprensa de língua alemã, "é um voto contra as perseguições sofridas por alemães-americanos durante a guerra." Nem um jornal de língua alemã deu importante apoio para Cox. Os americanos irlandeses, amargamente zangados com a recusa de Wilson para ajudar a Irlanda em Versalhes, ficou de fora da eleição. Uma vez que controlava o Partido Democrata na maioria das grandes cidades, o que permitiu aos republicanos mobilizar o voto étnico, e Harding varreu grandes cidades.

Cartoon político de Eugene V. Debs fazendo campanha na prisão.

Esta foi a primeira eleição em que as mulheres de todos os estados foram autorizadas a votar, depois da promulgação da Emenda 19ª à Constituição em agosto de 1920 (apenas a tempo para a eleição geral, no entanto).
Os voto do Tennessee que foram para Warren G. Harding, marcou a primeira vez desde o final da Reconstrução dos Estados Unidos em que um dos 11 estados da Confederação tinham votado para um republicano.
Apesar do fato de Cox ter sido derrotado, seu companheiro de chapa, Franklin D. Roosevelt, tornou-se uma figura bem conhecida política por causa de sua campanha ativa e enérgica. Em 1928 ele foi eleito governador de Nova Iorque, e em 1932 ele foi eleito presidente. Ele permaneceu no poder até sua morte em 1945. 
O candidato do Partido Socialista, Eugene V. Debs recebeu 913.664 dos votos populares (3,4%), apesar do fato de que ele estava na prisão no momento por discursar contra o projeto de guerra de Woodrow Wilson. Esta foi a maior quantidade de votos populares já recebida por um candidato do Partido Socialista nos Estados Unidos, embora não o maior percentual dos votos populares. A eleição de 1920 foi a sua quinta e última tentativa de se tornar presidente.

## Resultados
| Candidato presidencial                                           | Partido                                                          | Estado de origem                                                 | Voto popular                                                     | Voto popular                                                     | Colégio Eleitoral | Colégio Eleitoral | Running mate                | Running mate     | Running mate      |
| Candidato presidencial                                           | Partido                                                          | Estado de origem                                                 | Votos                                                            | %                                                                | Votos             | %                 | Candidato vice-presidencial | Estado de origem | Colégio Eleitoral |
| ---------------------------------------------------------------- | ---------------------------------------------------------------- | ---------------------------------------------------------------- | ---------------------------------------------------------------- | ---------------------------------------------------------------- | ----------------- | ----------------- | --------------------------- | ---------------- | ----------------- |
| Warren G. Harding                                                | Partido Republicano                                              | Ohio                                                             | 16.144.093                                                       | 60,32%                                                           | 404               | 76,1%             | Calvin Coolidge             | Vermont          | 404               |
| James M. Cox                                                     | Partido Democrata                                                | ohio                                                             | 9.139.661                                                        | 34,15%                                                           | 127               | 23,9%             | Franklin D. Roosevelt       | Nova Iorque      | 127               |
| Eugene Debs                                                      | Partido Socialista da América                                    | Indiana                                                          | 913.693                                                          | 3,41%                                                            | 0                 | 0%                | Seymour Stedman             | Connecticut      | 0                 |
| Outros                                                           | Outros                                                           | Outros                                                           | 567.733                                                          | 2,12%                                                            | 0                 | 0%                | Outros                      | Outros           | 0                 |
| Total                                                            | Total                                                            | Total                                                            | 26.765.180                                                       | 100%                                                             | 531               |                   |                             |                  | 531               |
| Votos minímos do Colégio Eleitoral de que se precisa para vencer | Votos minímos do Colégio Eleitoral de que se precisa para vencer | Votos minímos do Colégio Eleitoral de que se precisa para vencer | Votos minímos do Colégio Eleitoral de que se precisa para vencer | Votos minímos do Colégio Eleitoral de que se precisa para vencer | 266               |                   |                             |                  | 266               |

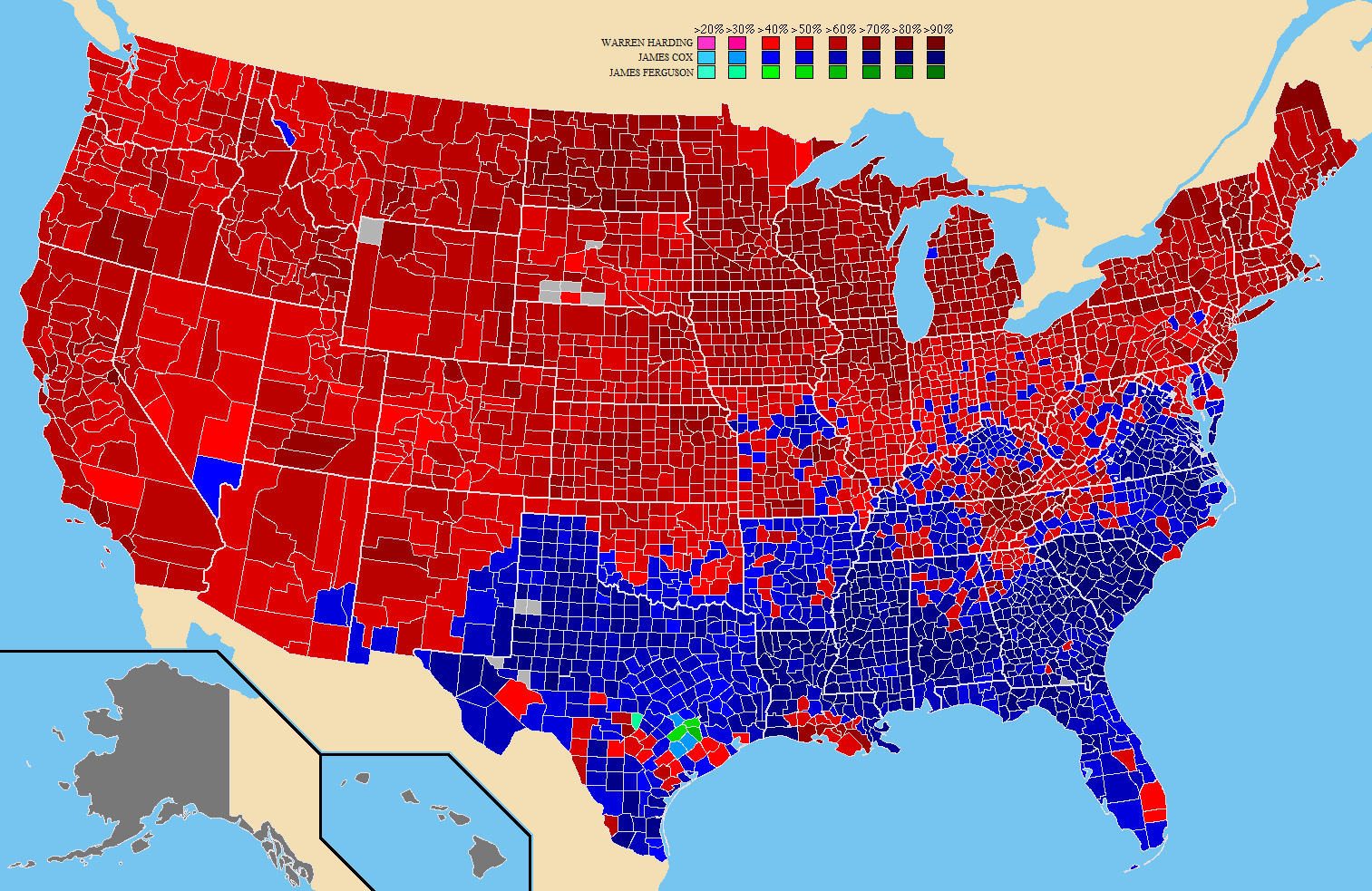
Resultados por condados:
Warren G. Harding
James M. Cox
James E. Ferguson

Fonte - Voto popular: Colégio Eleitoral: 